# Parcul național Berchtesgaden

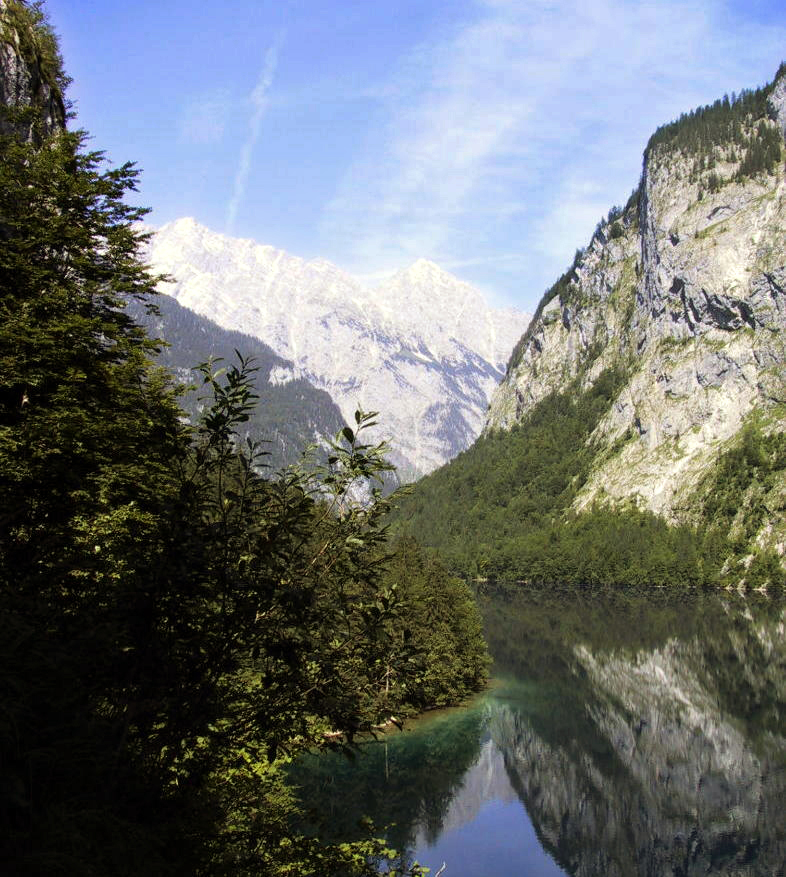
Watzmann văzut de la Obersee

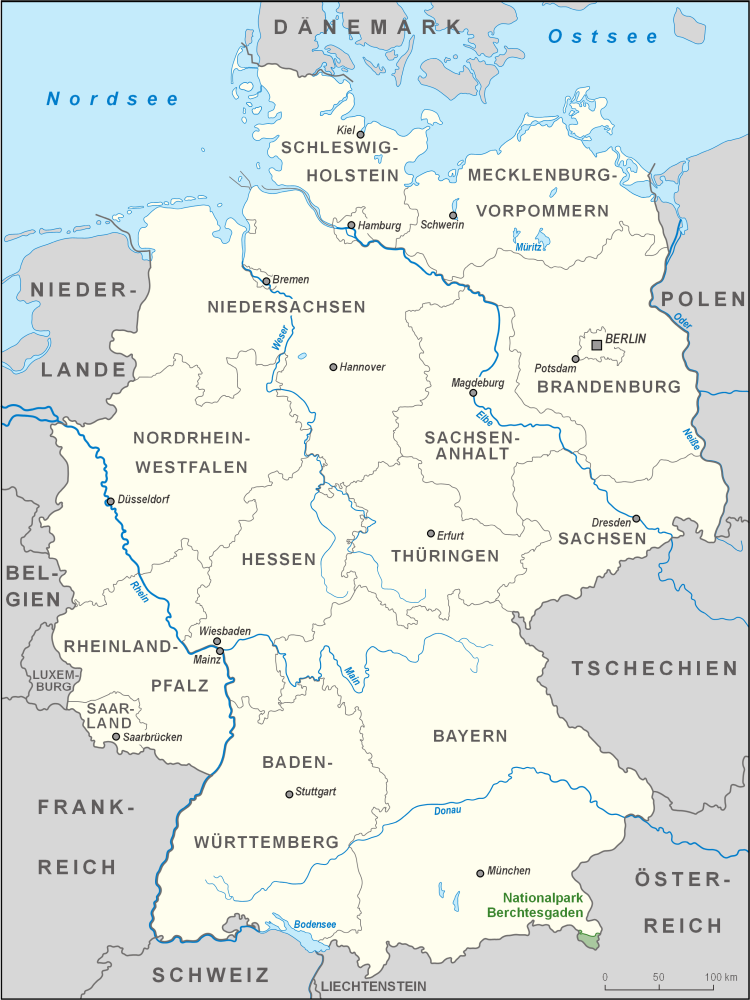

Parcul Național Berchtesgaden este situat în districtul Berchtesgadener Land, fiind singurul parc național din Germania situat în Alpi. Parcul se întinde pe o suprafață de 210 km², din anul 1990 fiind parte din „Biorezervatul Berchtesgaden” care a fost declarat patrimoniu UNESCO.

## Date geografice
Parcul național se află în masivul Berchtesgadener Alpen, fiind în cea mai parte situat pe teritoriul localităților Ramsau bei Berchtesgaden, Berchtesgaden, Bischofswiesen, Marktschellenberg și Schönau am Königssee. La est se învecinează cu landul Salzburg din Austria. Pe teritoriul parcului se află Lacul König, la altitudinea de 603,3 m deasupra n.m., precum și muntele Watzmann cu o înălțime de 2.713 m.
Linia de graniță a parcului trece la circa 1 km est de muntele Jenner, după care face o curbură spre nord spre creasta Mann, trecând peste muntele Hoher Göll. De aici urmează granița austro-germană până la muntele Reiter Alm. In continuare linia de graniță a parcului trece la nord de muntele Schottmalhorn, coboră spre lacul Hintersee (Ramsau) trecând la sud de acesta și de râul Ramsauer Ache, de unde urcă spre est pe munții Hochkalter și Watzmann, închizănd circuitul pe malul de nord-est al lacului König și pe înălțimea Jenner.